# Бермудско ветрило
Бермудско ветрило – триъгълно ветрило, предната шкаторина на което се опъва по мачтата, а долната по гика.
Това е най-разпространеният тип ветрила на яхтите, круизни, туристически и състезателни. По простотата си на управление, поставяне и тягови характеристики е безспорен лидер.
Яхта с правилно настроени бермудски ветрила может дълго време да се управлява само от един човек. Такава маневра, като поворот оверщаг, може да се изпълнява въобще без помощ на подвахтен, само със завъртане на руля.
Аеродинамичните качества на бермудското ветрило, макар и силно да отстъпват на самолетното крило, въпреки всичко, са най-добри спрямо останалите видове ветрила. Това обуславя изключителното използване на бермудския тип ветрилно въоръжение на всички съвременни състезателни яхти.
Бермудското ветрило се появява в региона на Бермудските острови, където е използвано от местните рибари. През 1920-те години той заменя гафелното ветрило, което дотогава се използва повсеместно.
Главният недостатък на бермудското ветрило са по-високата мачта по сравнение с четириъгълните ветрила, а също и увиването на ветрилото по височина, което води до различни стойности на ъгъла на атака на неговата долна и горна част.